# Henri Roos
Henri Roos (* 14. Juli 1998 in Tallinn) ist ein estnischer Skilangläufer.

## Werdegang
Roos startete im Februar 2015 in Jõulumäe erstmals im Scandinavian-Cup und errang dabei zweimal den 90. Platz im Sprint. Bei den Junioren-Skiweltmeisterschaften 2017 in Soldier Hollow belegte er den 63. Platz über 10 km Freistil, den 46. Rang im Skiathlon und den 24. Platz im Sprint. Sein Debüt im Weltcup hatte er im Februar 2017 in Otepää, welches er auf dem 68. Platz im Sprint beendete. In der Saison 2017/18 wurde er estnischer Meister im Skiathlon und lief bei den Junioren-Skiweltmeisterschaften 2018 in Goms auf den 66. Platz im Skiathlon, auf den 65. Rang über 10 km klassisch sowie jeweils auf den 14. Platz im Sprint und mit der Staffel. In der folgenden Saison siegte er bei den estnischen U23-Meisterschaften im 30-km-Massenstartrennen und kam bei den U23-Weltmeisterschaften 2019 in Lahti auf den 37. Platz im Sprint. Beim Saisonhöhepunkt, den Nordischen Skiweltmeisterschaften 2019 in Seefeld in Tirol errang er den 59. Platz im Sprint. In der Saison 2020/21 wurde er Zweiter beim Tartu Maraton und holte in Lahti mit dem zehnten Platz in der Staffel seine ersten Weltcuppunkte. Bei den U23-Weltmeisterschaften 2021 in Vuokatti belegte er den 55. Platz über 15 km Freistil, den 42. Rang im Sprint sowie den 13. Platz mit der Staffel. In der folgenden Saison siegte er bei den estnischen Meisterschaften über 15 km klassisch sowie im Sprint und kam bei den Olympischen Winterspielen 2022 in Peking auf den 70. Platz über 15 km klassisch, auf den 41. Rang im Sprint und auf den 15. Platz mit der Staffel. Zudem errang er zusammen mit Martin Himma den 11. Platz im Teamsprint.

## Teilnahmen an Weltmeisterschaften und Olympischen Winterspielen

### Olympische Spiele
- 2022 Peking: 11. Platz Teamsprint klassisch, 15. Platz Staffel, 41. Platz Sprint Freistil, 70. Platz 15 km klassisch

### Nordische Skiweltmeisterschaften
- 2019 Seefeld in Tirol: 59. Platz Sprint Freistil
- 2025 Trondheim: 15. Platz Staffel, 56. Platz Sprint Freistil, 65. Platz 15 km klassisch